# Martina Navrátilová

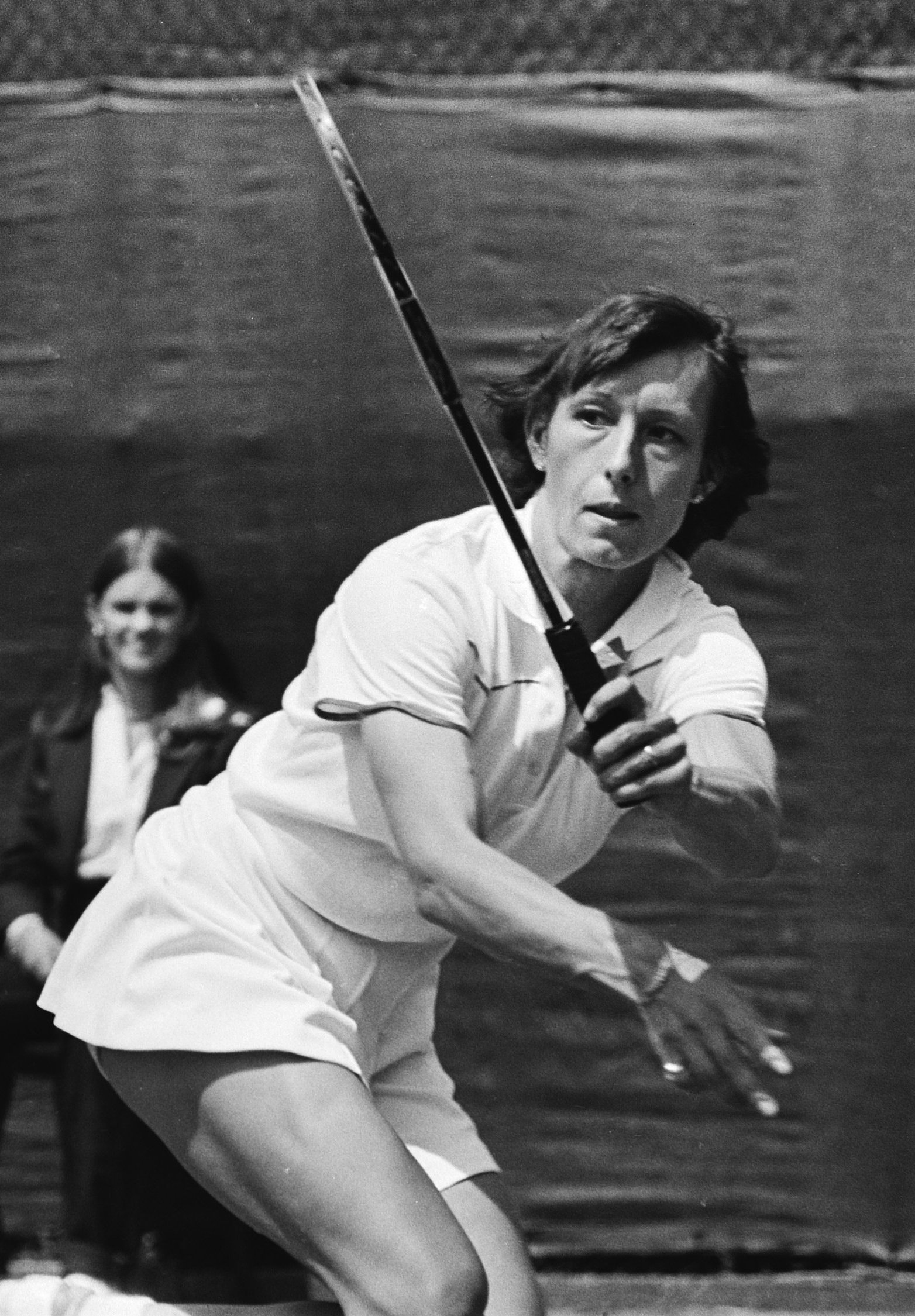
Martina Navrátilová na turnaji v Haagu, 1980

Martina Navrátilová (* 18. října 1956 Praha) je bývalá česko-americká profesionální tenistka, která byla mezi lety 1978–1987 světovou jedničkou ve dvouhře. V devíti obdobích na čele strávila 332 týdnů, což ji řadí na druhé místo za Steffi Grafovou. Deblové klasifikaci vévodila nejdéle ze všech hráček, když na vrcholu setrvala 237 týdnů. Do Spojených států emigrovala po US Open 1975 a americké občanství obdržela v roce 1981. České občanství pak přijala v lednu 2008.
Je považována za jednu z nejlepších tenistek všech dob. Celkově vyhrála padesát devět grandslamových turnajů, z toho osmnáctkrát dvouhru, jedenatřicetkrát ženskou čtyřhru a desetkrát smíšenou čtyřhru, což ji v otevřené éře řadí na 1. místo. S Margaret Courtovou a Doris Hartovou je jednou ze tří tenistek historie, které zkompletovaly grandslamové tituly ze všech soutěží čtyř Grand Slamů.
Ve dvouhře získala celkově 167 titulů, čímž vytvořila rekord okruhu WTA Tour. Ve čtyřhře dosáhla rovněž nejvyššího počtu 177 trofejí. Celkovým počtem 354 titulů WTA drží absolutní rekord tenisu. Pouze Margaret Courtová vyhrála vyšší počet 192 singlových trofejí, z nichž ovšem 100 bylo před založením okruhu WTA Tour.
Americká tenistka Billie Jean Kingová ji v roce 2006 charakterizovala slovy: „Je nejlepší tenistkou dvouhry, čtyřhry i smíšené čtyřhry, která kdy žila.“ Tenisový novinář Steve Flink ji ve své knize The Greatest Tennis Matches of the Twentieth Century (Největší tenisové zápasy 20. století) označil za druhou nejlepší hráčku 20. století za Němkou Steffi Grafovou. Tennis Magazine ji vybral za nejlepší tenistku, která hrála v období 1965 až 2005. Historik tenisu a novinář Bud Collins ji nazval „pravděpodobně největší hráčkou nebo hráčem tenisu všech dob.“
Čtyřikrát vyhrála Pohár federace, poprvé v roce 1975 za Československo a poté třikrát za Spojené státy. USA reprezentovala na Letních olympijských hrách 2004 v Athénách, kde startovala s Lisou Raymondovou v ženské čtyřhře. Ve čtvrtfinále podlehly Japonkám Asagoeové a Sugijamové.
Ženská tenisová asociace ji sedmkrát vyhlásila Hráčkou roku a jedenáctkrát se stala členkou Páru roku, postupně se Stöveovou, Kingovou a Shriverovou. V roce 2000 byla uvedena do Mezinárodní tenisové síně slávy.

## Tenisová kariéra
V roce 1972, ve věku patnácti let, vyhrála mistrovství Československa v tenise. První profesionální titul ve dvouhře získala v roce 1974 na turnaji v Orlandu.
Do dvou grandslamových finále se probojovala v sezóně 1975, ale podlehla jak na Australian Open Evonne Goolagongové, tak na French Open Chris Evertové. Na US Open poté v semifinále nestačila opět na Evertovou. První grandslamový turnaj ve dvouhře vyhrála v roce 1978, když ve třísetové bitvě porazila ve Wimbledonu Chris Evertovou a dostala se současně na první místo tenisového žebříčku. Wimbledonský titul získala i o rok později. V roce 1981 získala třetí grandslamovou trofej, když na Australian Open porazila ve finále Evertovou. V témže roce se dostala i do finále US Open, ale ve třísetovém finálovém zápase podlehla až v tiebreaku Tracy Austinové. V roce 1982 triumfovala jak při French Open, tak i ve Wimbledonu.
Na okruhu začala používat celografitovou tenisovou raketu Yonex a stala se dominantní postavou ženského tenisu. Prohrála sice již ve čtvrtém kole na French Open, prvního grandslamového turnaje roku 1983 (Australian Open se konalo až v prosinci), ale zbylé turnaje vyhrála. Během sezóny prohrála jen zápas na French Open a s 86 vítězstvími a jedinou prohrou drží rekord v procentuální úspěšnosti profesionálního tenisty během jediné sezóny. V průběhu tří sezón 1982, 1983 a 1984 prohrála pouze 6 zápasů ve dvouhře.
V sezóně 1984 triumfovala na French Open. Wimbledon vyhrála popáté v řadě a po vítězství na US Open jí k čistému grandslamu z dvouhry zbývalo ovládnout Australian Open. V semifinále však podlehla Heleně Sukové. Přesto drží 74 zápasy bez porážky v řadě rekord mezi profesionály.
Ve čtyřhře získala čistý grandslam za roky 1984 a 1986 (v roce 1986 se sice nehrálo Australian Open pro změnu termínu, avšak ve čtyřhře vyhrála ročníky 1985 a 1987). V období let 1983-1985 vyhrála 8 deblových grandslamových turnajů v řadě, což je doposud nepřekonaný rekord, o který se dělí se svou deblovou spoluhráčkou Pam Shriverovou.
S Pam Shriverovou vytvořila jednu z nejlepších ženských deblových dvojic tenisu. Společně vyhrály 20 deblových grandslamových turnajů (7× Australian Open, 4× French Open, 5× Wimbledon a 4× US Open), 10 x Turnaj mistryň a celkem 79 deblových turnajů WTA.
S českou tenistkou a wimbledonskou vítězkou Janou Novotnou nastupovala do čtyřher na veteránských turnajích žen.

## Soukromý život
Narodila se v Praze roku 1956 jako Martina Šubertová. Pochází z Řevnic. Rodiče se rozvedli, když jí byly tři roky. Matka Jana se v roce 1962 vdala za Miroslava Navrátila, který se stal jejím prvním tenisovým trenérem. Po svém nevlastním otci dostala příjmení Navrátilová. Od dětství hrála za tenisový oddíl LTC Řevnice, v němž působila i její babička Anežka Semanská-Boučková. Následně se stala jeho čestnou členkou. Studium na pražském Gymnáziu Na Zatlance nedokončila.
Po US Open 1975 požádala v New Yorku o americké občanství a do Československa se již nevrátila. Do měsíce získala zelenou kartu a začala reprezentovat Spojené státy. V roce 1981 se stala americkou občankou.
V roce 2006 se její partnerkou stala Julie Lemigovová, o 15 let mladší poslední miss Sovětského svazu z roku 1991. Společně vychovaly dvě dcery pocházející z dřívějšího manželství Lemigovové. Počátkem září 2014, v přestávce po prvním semifinálovém zápase mužské dvouhry US Open na newyorském kurtu Arthura Ashe, ji Navrátilová veřejně požádala o ruku a Lemigovová žádost přijala. Sňatek následně uzavřely 15. prosince 2014. Předtím byla Navrátilová v osmiletém vztahu s Toni Laytonovou, s níž uzavřela pouze neoficiální sňatek v New Hampshire. Další partnerkou tenistky byla královna krásy Judy Nelsonová.
Během života se zapojila do řady charitativních projektů. V České republice se od povodní v roce 2002 podílela na obnově parku Stromovka. Působila ve funkci předsedkyně Ženské tenisové asociace (WTA). V lednu roku 2008 obdržela státní občanství České republiky.
Dne 24. února 2010 jí byla diagnostikována neinvazivní forma karcinomu prsu a 15. března téhož roku absolvovala lumpektomický zákrok. Začátkem roku 2023 oznámila, že jí byla opětovně diagnostikována rakovina prsu a zároveň i hrtanu. Uvedla však, že prognóza je nadějná. V březnu téhož roku uvedla, že se vyléčila.
Věnuje se také spisovatelské činnosti a pravidelně spolukomentuje tenisové turnaje pro americkou televizní stanici CNN. V únoru 2012 pro ni natočila pořad s Petrou Kvitovou v londýnském All England Clubu.
V červnu 2023 převzala stříbrnou medaili předsedy Senátu. Miloš Vystrčil tak ocenil kromě její tenisové kariéry i zásluhu v charitativních projektech a dalších životních činech včetně „odvahy být sama sebou“.

## Trenérská kariéra
V sezóně 2015 se stala součástí trenérského týmu polské hráčky Agnieszky Radwańské, a to na částečný úvazek s cílem pomoci tenistce elitní světové desítky k zisku grandslamu.

## Tituly na Grand Slamu
Přehled

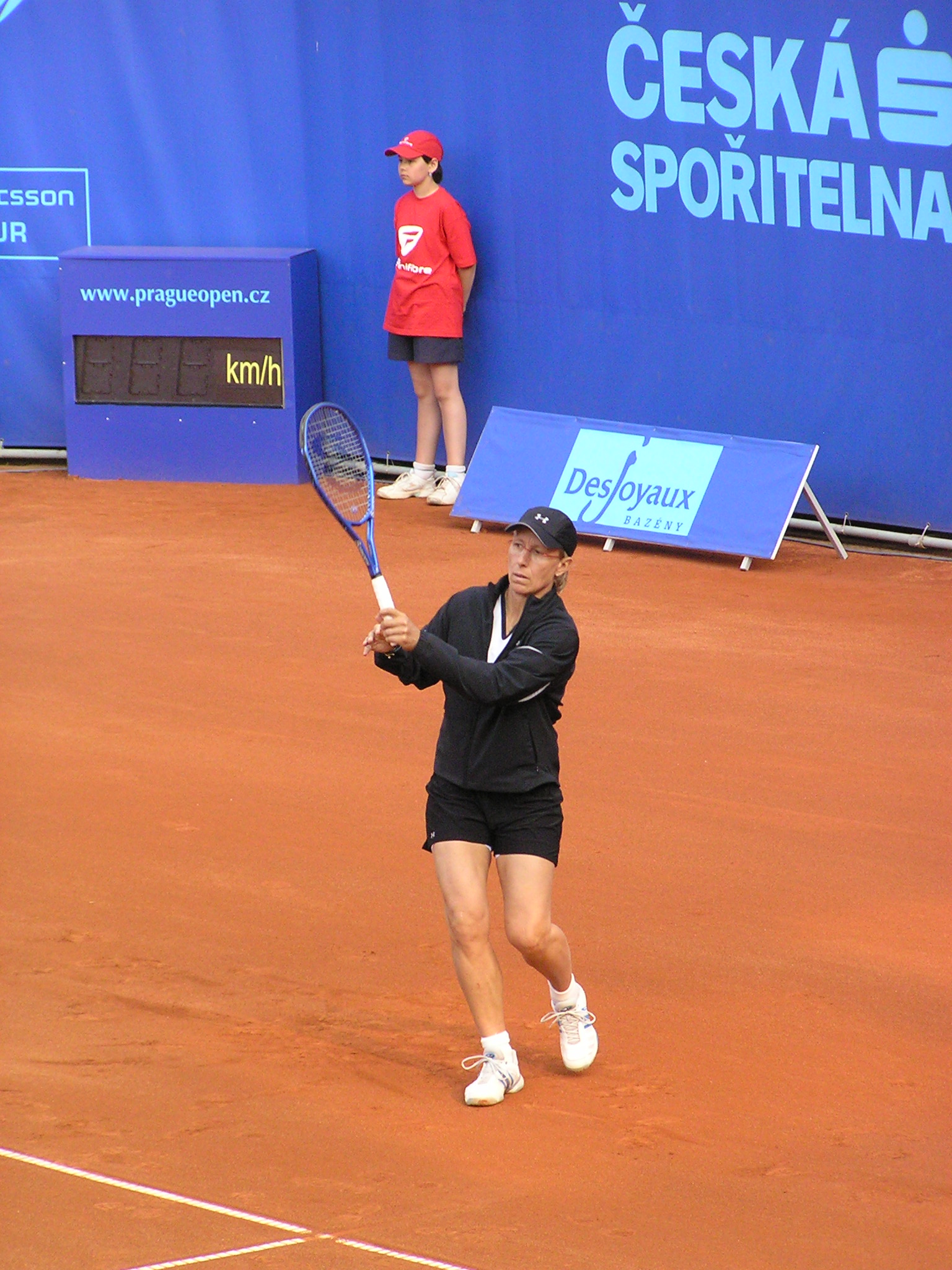
Martina Navrátilová na turnaji v Praze

- 59 titulů je absolutní rekord otevřené éry.
- 18 titulů v ženské dvouhře (3. v otevřené éře za Steffi Grafovou a Serenou Williamsovou).
- 31 titulů v ženské čtyřhře (rekord otevřené éry).
- 10 titulů ve smíšené čtyřhře (rekord otevřené éry).

### Wimbledon
Dvouhra žen
- 1978 vítězka nad Chris Evertovou (USA)
- 1979 vítězka nad Chris Evertovou (USA)
- 1982 vítězka nad Chris Evertovou (USA)
- 1983 vítězka nad Andreou Jaegerovou (USA)
- 1984 vítězka nad Chris Evertovou (USA)
- 1985 vítězka nad Chris Evertovou (USA)
- 1986 vítězka nad Hanou Mandlíkovou (ČSSR)
- 1987 vítězka nad Steffi Grafovou (Německo)
- 1990 vítězka nad Zinou Garrisonovou (USA)

Čtyřhra žen
- 1976 vítězka s Chris Evertovou (USA)
- 1979 vítězka s Billie Jean Kingovovou (USA)
- 1981 vítězka s Pam Shriverovou (USA)
- 1982 vítězka s Pam Shriverovou (USA)
- 1983 vítězka s Pam Shriverovou (USA)
- 1984 vítězka s Pam Shriverovou (USA)
- 1986 vítězka s Pam Shriverovou (USA)

Mix
- 1985 vítězka s Paulem Mcnameem (Austrálie)
- 1993 vítězka s Markem Woodfordem (Austrálie)
- 1995 vítězka s Jonathanem Starkem (USA)
- 2003 vítězka s Leanderem Paesem (Indie) (titul ve věku 47 let)

### US Open
Dvouhra žen
- 1983 vítězka nad Chris Evertovou (USA)
- 1984 vítězka nad Chris Evertovou (USA)
- 1986 vítězka nad Helenou Sukovou (ČSSR)
- 1987 vítězka nad Steffi Grafovou (Západní Německo)

Čtyřhra žen

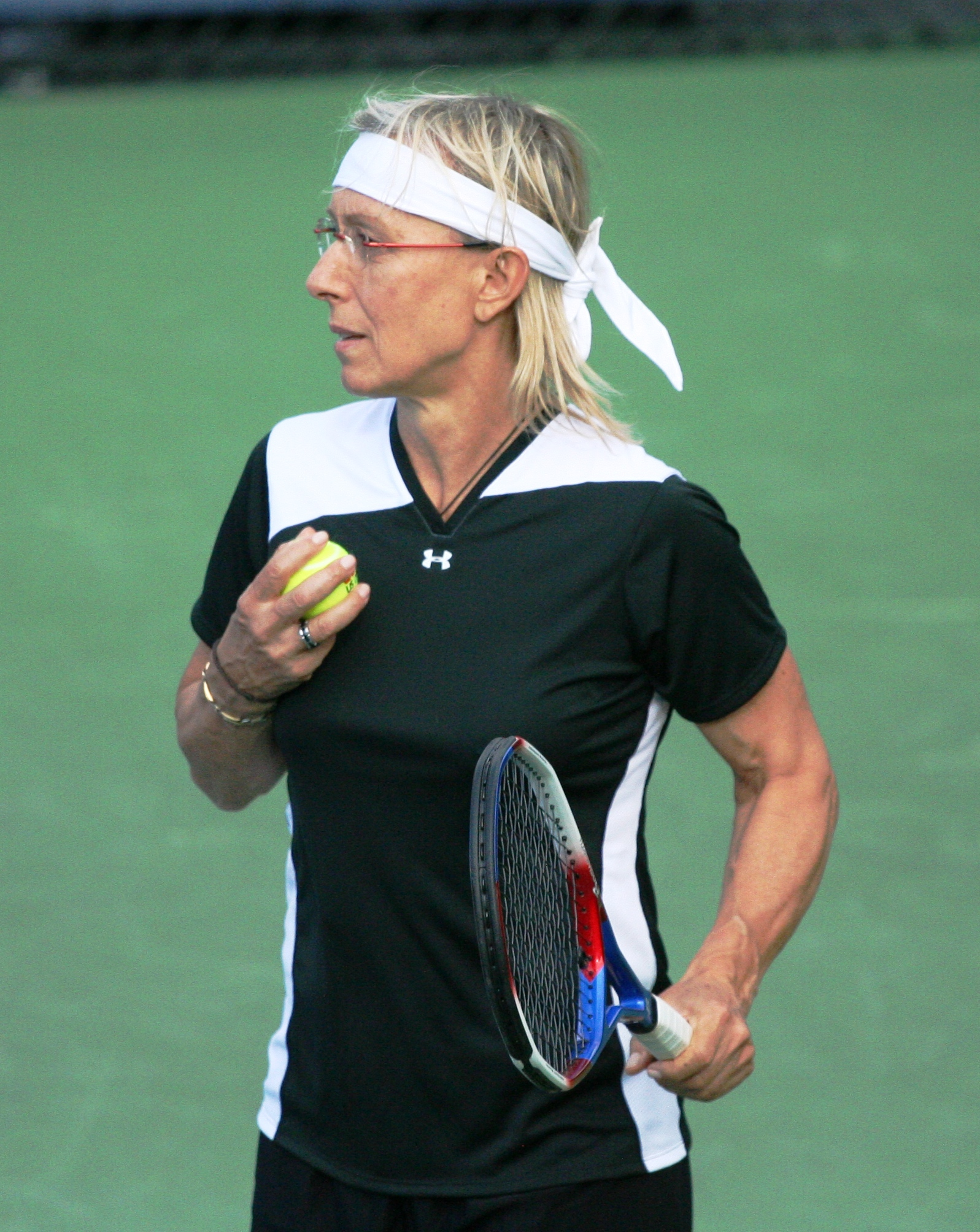
Navrátilová na US Open 2010

- 1977 vítězka s Betty Stöveovou nad Renee Richardsovou a Bettyann Stuartovou
- 1978 vítězka s Billie Jean Kingovovou (USA) nad Kerry M. Reidovou a Wendy Turnbullovou (Austrálie)
- 1980 vítězka s Billie Jean Kingovovou (USA) nad Pam Shriverovou (USA) a Betty Stöveovou
- 1983 vítězka s Pam Shriverovou (USA) nad Rosalyn Fairbankovou a Candy Reynoldsovou
- 1984 vítězka s Pam Shriverovou (USA) nad Anne Hobbsovou a Wendy Turnbullová (Austrálie)
- 1986 vítězka s Pam Shriverovou (USA) nad Hanou Mandlíkovou (ČSSR) a Wendy Turnbullovou (Austrálie)
- 1987 vítězka s Pam Shriverovou (USA) nad Kathy Jordanovou (USA) a Elizabeth Smylieovou
- 1989 vítězka s Hanou Mandlíkovou (ČSSR) nad Mary Joe Fernandezovou a Pam Shriverovou (USA)
- 1990 vítězka s Gigi Fernándezovou nad Janou Novotnou a Helenou Sukovou (ČSSR)

Smíšená čtyřhra
- 1985 vítězka s Heinzem Günthardtem nad Elizabeth Smylieovou a Johnem Fitzgeraldem
- 1987 vítězka s Emilio Sanchezem nad Betsy Nagelsenovou a Paulem Annaconem
- 2006 vítězka s Bobem Bryanem nad Květou Peschkeovou a Martinem Dammem (Česko)

### French Open
Dvouhra žen
- 1982 vítězka nad Andreou Jaegerovou (USA)
- 1984 vítězka nad Chris Evertovou (USA)

Čtyřhra žen

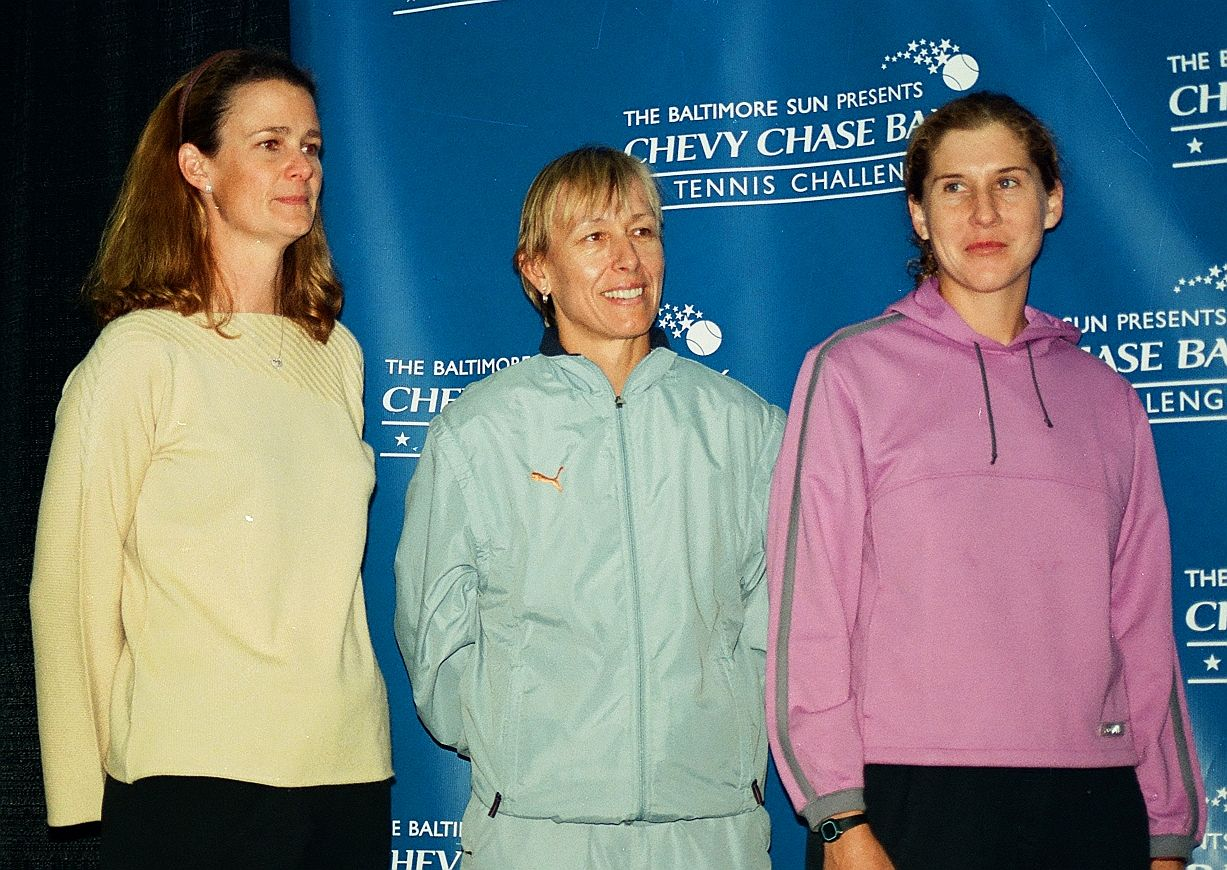
Deblová spoluhráčka Pam Shriverová, Martina Navrátilová a Monika Selešová, 2000

- 1975 vítězka s Chris Evertovou (USA) nad Julií Anthonyovou (USA) a Olgou Morozovovou (SSSR)
- 1982 vítězka s Anne Smithovou (USA) nad Rosemary Casalsovou (USA) a Wendy Turnbullovou (Austrálie)
- 1984 vítězka s Pam Shriverovou (USA) nad Claudií Kohdeovou Kilschovou (Německo) a Hanou Mandlíkovou (ČSSR)
- 1985 vítězka s Pam Shriverovou (USA) nad Claudií Kohdeovou Kilschovou (Západní Německo) a Helenou Sukovou (ČSSR)
- 1986 vítězka s Andreou Temesvariovou (Maďarsko) nad Steffi Grafovou (Západní Německo) a Gabrielou Sabatiniovou (Argentina)
- 1987 vítězka s Pam Shriverovou (USA) nad Steffi Grafovou (Západní Německo) a Gabrielou Sabatiniovou (Argentina)
- 1988 vítězka s Pam Shriverovou (USA) nad Claudií Kohdeovou Kilschovou (Západní Německo) a Helenou Sukovou (ČSSR)

Smíšená čtyřhra
- 1974 vítězka s Ivanem Molinou (Kolumbie) nad Rosie Reyesovou Darmonovou (Francie) a Marcelem Larou (Mexiko)
- 1985 vítězka s Heinzem Günthardtem (Švýcarsko) nad Paulou Smithovou (USA) a Franciscem Gonzálezem (Paraguay)

### Australian Open
Dvouhra žen

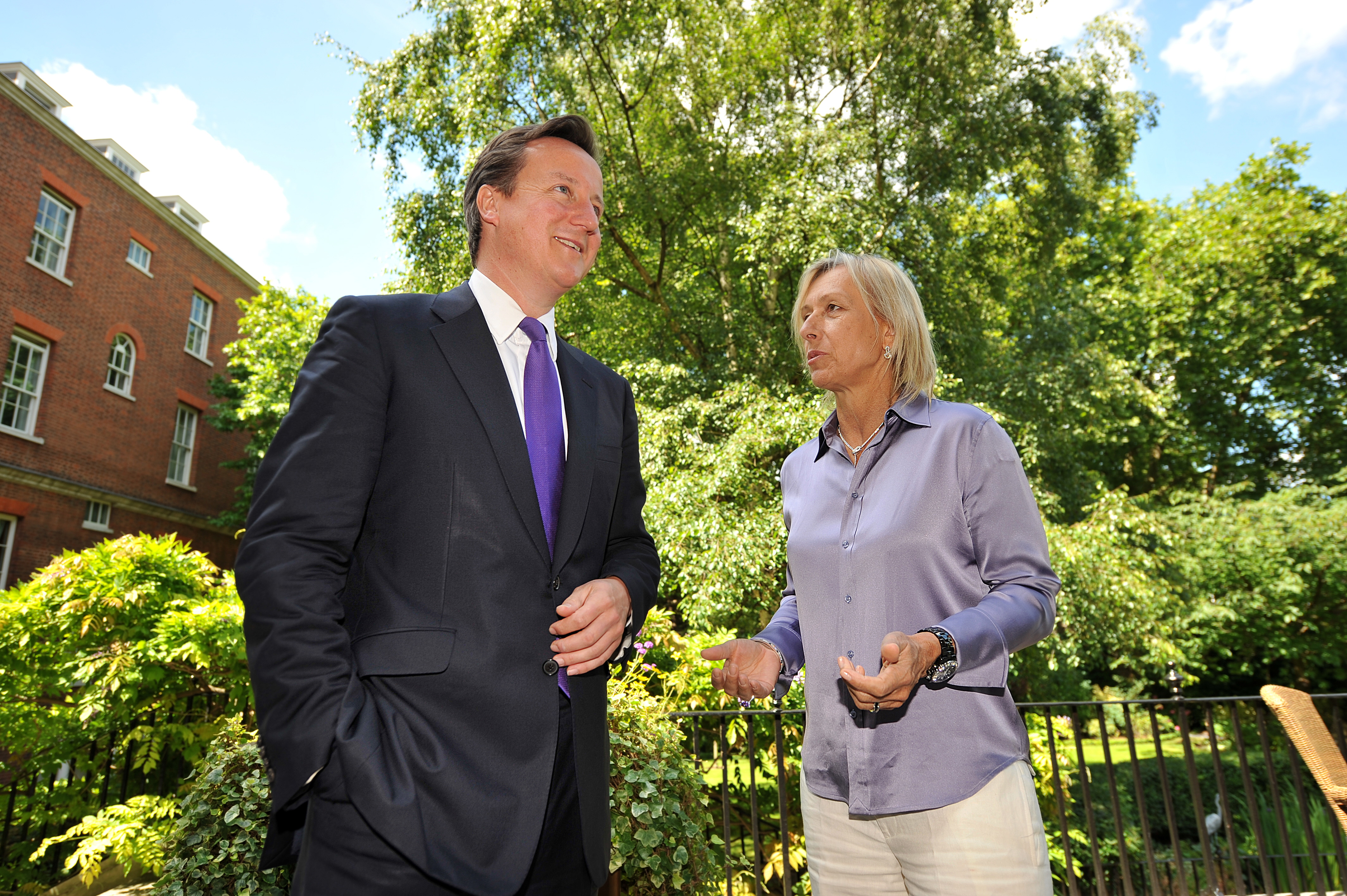
Martina Navrátilová s bývalým britským premiérem Davidem Cameronem v Downing St 10

- 1981 vítězka nad Chris Evertovou (USA)
- 1983 vítězka nad Kathy Jordanovou (USA)
- 1985 vítězka nad Chris Evertovou (USA)

Čtyřhra žen
- 1980 vítězka s Betsy Nagelsenovou (USA)
- 1982 vítězka s Pam Shriverovou (USA)
- 1983 vítězka s Pam Shriverovou (USA)
- 1984 vítězka s Pam Shriverovou (USA)
- 1985 vítězka s Pam Shriverovou (USA)
- 1987 vítězka s Pam Shriverovou (USA)
- 1988 vítězka s Pam Shriverovou (USA)
- 1989 vítězka s Pam Shriverovou (USA)

Smíšená čtyřhra
- 2003 vítězka s Leanderem Paesem (Indie)

### Pohár federace
- 1975 vítězka s Renátou Tomanovou (Československo)
- 1982 vítězka s Chris Evertovou (USA)
- 1986 vítězka s Chris Evertovou a Pam Shriverovou (USA)
- 1989 vítězka s Chris Evertovou, Pam Shriverovou a Zinou Garrisonovou (USA)

## Výběr rekordů
- Rekordy se vztahují na otevřenou éru.
- V roce 1986 se Australian Open kvůli změně termínu nekonal.

| Grand Slam                        | roky       | rekord | sdílení                                                                     |
| --------------------------------- | ---------- | --- | --------------------------------------------------------------------------- |
| Australian Open                   | 1980–1989  | 8 titulů ve čtyřhře                                                                                       | zůstává sama                                                                |
| Australian Open                   | 1982–1989  | 7 deblových titulů v řadě                                                                                 | Pam Shriverová                                                              |
| Australian Open                   | 1980–2003  | 12 titulů ze všech disciplín                                                                              | zůstává sama                                                                |
| French Open                       | 1975–1988  | 7 titulů ve čtyřhře                                                                                       | zůstává sama                                                                |
| French Open                       | 1984–1988  | 5 deblových titulů v řadě                                                                                 | Gigi Fernándezová                                                           |
| French Open                       | 1974–1988  | 11 titulů ze všech disciplín                                                                              | zůstává sama                                                                |
| Wimbledon                         | 1978–1990  | 9 titulů ve dvouhře                                                                                       | zůstává sama                                                                |
| Wimbledon                         | 1982–1987  | 6 singlových titulů v řadě                                                                                | zůstává sama                                                                |
| Wimbledon                         | 1976–1986  | 7 titulů ve čtyřhře                                                                                       | zůstává sama                                                                |
| Wimbledon                         | 1981–1984  | 4 deblové tituly v řadě                                                                                   | Billie Jean Kingová Pam Shriverová Nataša Zverevová                         |
| Wimbledon                         | 1985–2003  | 4 tituly ve smíšené čtyřhře                                                                               | zůstává sama                                                                |
| Wimbledon                         | 1976–2003  | Tituly (ze všech disciplín) ve čtyřech různých desetiletích                                               | zůstává sama                                                                |
| Wimbledon                         | 1976–2003  | 20 titulů ze všech disciplín                                                                              | zůstává sama                                                                |
| US Open                           | 1977–1990  | 9 titulů ve čtyřhře                                                                                       | zůstává sama                                                                |
| US Open                           | 1985–2006  | 3 tituly v mixu                                                                                           | Margaret Courtová Billie Jean Kingová                                       |
| US Open                           | 1977–2006  | Tituly (ze všech disciplín) ve čtyřech různých desetiletích                                               | zůstává sama                                                                |
| US Open                           | 1977–2006  | 16 titulů ze všech disciplín                                                                              | zůstává sama                                                                |
| Wimbledon 1983 – US Open 1984     | 1983–1984  | 6 vyhraných grandslamových turnajů v řadě ve dvouhře                                                      | Margaret Courtová                                                           |
| Wimbledon 1978 – Wimbledon 1990   | 1978–1990  | Vítězka grandslamu z dvouhry ve třech různých desetiletích                                                | Serena Williamsová                                                          |
| Grand Slam                        | 1975–1990  | 31 grandslamových titulů ve čtyřhře                                                                       | zůstává sama                                                                |
| French Open 1975 – US Open 1990   | 1975–1990  | Alespoň 1 deblový grandslamový titul v roce po 16 let                                                     | zůstává sama                                                                |
| French Open 1975 – US Open 1990   | 1975–1990  | Vítězka grandslamu z čtyřhry ve třech různých desetiletích                                                | Billie Jean Kingová Rosemary Casalsová Venus Williamsová Serena Williamsová |
| Wimbledon 1983 – French Open 1985 | 1983–1985  | 8 vyhraných grandslamových turnajů v řadě ve čtyřhře                                                      | Pam Shriverová                                                              |
| Grand Slam                        | 1984, 1986 | Zisk čistého grandslamu ve čtyřhře                                                                        | Pam Shriverová Martina Hingisová                                            |
| Grand Slam                        | 1974–2006  | 10 grandslamových titulů v mixu                                                                           | zůstává sama                                                                |
| French Open 1974 – US Open 2006   | 1974–2006  | Vítězka grandslamu z mixu ve čtyřech různých desetiletích                                                 | zůstává sama                                                                |
| US Open 1987                      | 1987       | Tituly z dvouhry, čtyřhry a mixu, kterých bylo dosaženo v jednom ročníku grandslamového turnaje           | Margaret Courtová Billie Jean Kingová                                       |
| Grand Slam                        | 1975–1990  | 31 grandslamových titulů ve čtyřhře – nejvyšší počet grandslamových titulů, dosažených v jedné disciplíně | zůstává sama                                                                |
| Grand Slam                        | 1974–2006  | 59 grandslamových titulů ze všech disciplín                                                               | zůstává sama                                                                |